# Nutty Fluffies
Nutty Fluffies est un jeu vidéo d'adresse sorti le 25 février 2013 sur iOS et Android. Le jeu est développé par RedLynx et édité par Ubisoft,.
Le joueur contrôle un wagon de montagnes russes et doit parcourir des grands huit.

## Système de jeu
Nutty Fluffies dispose d'un gameplay accessible à tous, puisqu'il suffit de balayer l'écran dans un sens pour donner de la vitesse ou freiner des wagonnets lancés sur des montagnes russes. Le moteur physique se charge du reste.
Pour gagner des pièces, il faut remplir obligatoirement les wagons d'animaux qui rapporteront de l'argent au joueur s'il finit le circuit vivant. On peut également obtenir des pièces en ramassant le plus de cœurs sur le parcours.
Il existe quatre types de montagnes russes (voies en bois, circuits magnétiques, loopings de folie et circuits enchantés) comprenant chacun plusieurs tracés à dévaler. Chaque niveau débute avec seulement quatre wagons mais une voiture supplémentaire est accordée si on arrive en un morceau au bout du parcours. Il existe aussi des wagons spéciaux qui proposent différentes capacités.